# Lumbricalus dayi
Lumbricalus dayi är en ringmaskart som beskrevs av Ann B. Frame 1992. Lumbricalus dayi ingår i släktet Lumbricalus och familjen Lumbrineridae.
Artens utbredningsområde är Mexikanska golfen. Inga underarter finns listade i Catalogue of Life.